# Euphyia cuneata
Euphyia cuneata är en fjärilsart som beskrevs av Ludwig Osthelder 1929. Euphyia cuneata ingår i släktet Euphyia och familjen mätare. Inga underarter finns listade i Catalogue of Life.